# Areopagen

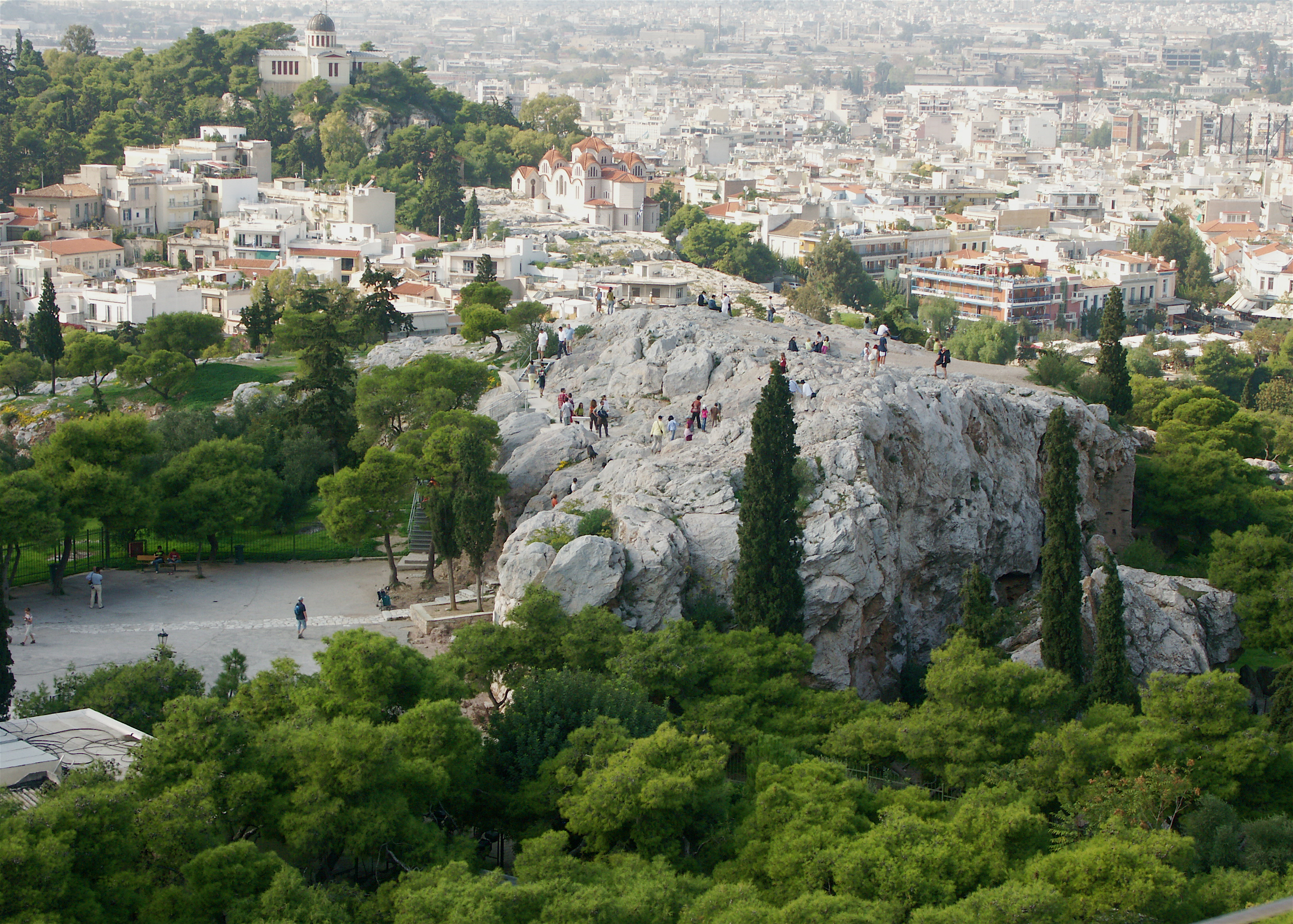
Areopagen sett från Akropolis.

Areopagen (grekiska Areios pagos, latin Areopagus), en kal och skrovlig kalkstensklippa väster om Akropolis i Aten. Enligt den redan under antiken gängse meningen var namnet Areopagen liktydigt med "Areskullen" och sattes mestadels i förbindelse med en sägen, att krigsguden Ares där en gång stått inför rätta med anledning av mordet på Halirrothios. Forskare har senare med stöd av ett ställe i Aischylos "Eumeniderna" velat härleda det från Aroi ("förbannelsegudinnor"), ett bland namnen på erinyerna, vilka där hade en helgedom.
På denna plats och sannolikt på dess östra platå, till vilken en i berget huggen trappa för, sammanträdde den berömda domstol, som nu vanligen även kallas Areopagen, men vars under den antiken brukliga benämning var "rådet på Areopagen" (även "det övre", d.v.s. "på en högt belägen plats sammanträdande rådet"), ett minne från den tid, då denna domstol dessutom fungerade som statsråd. Dess stiftande är, som sägnen om Ares dömande antyder; att söka i en avlägsen urtid. Enligt Aristoteles återfunna skrift om Atens statsförfattning var Areopagen under den gamla adelsrepubliken före Drakon en aristokratiskt sammansatt regeringsmyndighet med nästan obegränsad maktfullkomlighet såväl i administrativt som i juridiskt hänseende. Av Drakon inskränktes dess administrativa myndighet i sammanhang med inrättandet av ett de fyrahundrades råd, och även dess domsrätt överflyttades till en del på efeterna, ett av femtioen medlemmar sammansatt domarkollegium, vilket hade att döma i vissa slag av mordprocesser. 
Genom Solons lagstiftning tycks Areopagens befogenhet snarare ha blivit utvidgad. Domstolen hade fortfarande hand om även den allmänna kontrollen över lagarnas följdes och ämbetenas lagenliga förvaltning. Även som administrativ myndighet ingrep den vid kritiska tillfällen. Särskilt var detta fallet under perserkrigen i samband med att perserna invaderat den Attiska halvön 490 f.Kr.. 
Perserna besegrades under slaget vid Marathon 490 f.Kr. och atenarna ansåg att de efter perserkrigens slut efter segrarna vid Thermopyle och Salamis 480 f. Kr. hade areopagrådet att tacka för den lyckade krigsinsatsen. Därför fick areopagrådet behålla makten. 
Aristoteles ansåg att man skulle se det som att staten, representerad av areopagrådet, ökat sin relativa makt gentemot demokratin. Egentligen var det hela en maktkamp mellan två samhälleliga institutioner; en smal, areopagrådet, med få medlemmar och med högt anseende kontra en bred institution, demokratin, med många röstberättigade.
Genom Efialtes (462 f.Kr. eller 461 f.Kr.) och något senare genom Perikles fick den vidkännas nya inskränkningar, utan att vi närmare vet, vari dessa bestått. Men under alla dessa skiften bibehöll den såsom en väsentlig och obestridlig rätt domsrätten i mordprocesser av svårare slag (uppsåtligt mord, mordbrand och förgiftning). Även i mål om kränkning av statsreligionen tycks den ha dömt. Ännu under sengrekisk och romersk tid omtalas den såsom en ansedd och inflytelserik organisation, om än dess sammansättning och funktioner vid denna tid undergått åtskilliga ändringar. 
I äldre historisk tid och ännu under 300-talet f.Kr. kompletterades domstolen genom de avgående arkonterna, vilka efter godkänd ämbetsförvaltning där inträdde såsom ledamöter på livstid. Domstolsförhandlingarna hölls under öppen himmel, men inte nattetid, som det felaktigt uppgivits. De utmärkte sig genom högtidligt allvar och ålderdomlig stränghet. Parter och vittnen måste genom fruktansvärda eder förbinda sig till obrottslig sannfärdighet. Vardera parten fick två gånger komma till ordet, men förbjuden var, tvärt emot bruket vid Atens övriga domstolar, såväl retorisk utsmyckning som alla försök att vädja till domarnas känslor. Omröstningen var sluten, och vid lika röstetal var den anklagade frikänd. Ännu efter det första försvarstalet stod det den anklagade fritt (utom vid anklagelse för fadermord) att draga sig tillbaka och gå i frivillig landsflykt. Areopagens domslut, vilka åtnjöt rykte för den största rättrådighet och rättvisa, vilade i allmänhet mera på etiska än rent juridiska grunder. Domaren hade att ta hänsyn till den anklagades hela levnadsvandel och döma efter sin egen innersta övertygelse.

## Paulus i Aten
Den kristne missionären Paulus talade under sin andra missionsresa (ca 50 e Kr) på Areopagen och debatterade där enligt Apostlagärningarna 17:18 med både stoiker och epikuréer. Vid Paulus besök i Aten omvändes några av åhörarna, däribland Dionysios som var medlem av Areopagens domstol och en kvinna vid namn Damaris.